# 青銅の花びら
『青銅の花びら』（せいどうのはなびら）は、1975年4月2日から同年6月25日まで、毎日放送の製作でTBS系列局で放送されていたテレビドラマである。全13話。放送時間は毎週水曜 22:00 - 22:55 （日本標準時）。

## 概要
加堂秀三の小説『青銅物語』を原作として脚色。厳冬の佐渡島、新潟と東京を主な舞台として、鋳金という美しい世界に魅せられたヒロインが、愛に苦悩しながらその運命にもてあそばれていく姿と、人間本来の心の叫びというものを描いた作品。
イラストレーターの真規子は、中学生の頃に圭一に犯されたという苦い経験から、圭一から逃れようとしている形でカメラマンの勲と同棲している。ある日、出社した真規子は社長の佐伯から、日本屈指の鋳金家である稲垣清蔵の元を訪れてそれとなく作品を催促するように頼まれる。そして真規子は稲垣を訪ねるが、そこで一心に鋳金に励む稲垣の姿を目にし、それに強く惹かれるのだった。

## キャスト
- 箕輪真規子：小川真由美
- 長浜勲：田村正和
- 亜矢子：関根恵子（後の高橋惠子）- 稲垣の娘であるが、その稲垣を父とは知らない。
- 稲垣友子（清蔵の妹）：真木洋子
- 美栄（亜矢子の義母）：小山明子
- 高木：井上孝雄
- 信江：中原ひとみ
- 森圭一：寺田農
- 理恵：岡本茉利
- ：大和田伸也
- ：浦川麗子
- 佐伯：渡辺文雄 - 真規子の勤務先の社長
- 稲垣清右衛門（清蔵の父）：信欣三
- 稲垣清蔵：三國連太郎
- 吉川浩平：山村聡（特別出演）

## スタッフ
- 脚本：岡本克己（全話担当）
- 演出：瀬木宏康（全話担当）